# 15025 Uwontario
15025 Uwontario este un asteroid din centura principală de asteroizi.

## Descriere
15025 Uwontario este un asteroid din centura principală de asteroizi. A fost descoperit pe 15 octombrie 1998 la Kitt Peak National Observatory în cadrul proiectului Spacewatch. Asteroidul prezintă o orbită caracterizată de o semiaxă mare de 3,20 ua, o excentricitate de 0,10 și o înclinație de 7,3° în raport cu ecliptica.